# The Narrow Road to the Deep North (tiểu thuyết)
The Narrow Road to the Deep North là cuốn tiểu thuyết thứ sáu trong sự nghiệp của Richard Flanagan, được đánh giá chuyên môn cao và giành Giải Man Booker 2014.. Cuốn sách kể câu chuyện về Dorrigo Evans, một bác sĩ người Úc bị ám ảnh bởi tình yêu thời chiến với vợ người chú. Sau chiến tranh, anh thấy sự mâu thuẫn trong cuộc đời mình, giữa cái danh của một anh hùng thời chiến với sự tự ý thức của bản thân về những tội lỗi và thất bại mình đã gây ra.
Lây tên từ bài thơ haibun Oku no Hosomichi của nhà thơ haiku nổi tiếng thế kỷ 17 Matsuo Bashō của Nhật Bản, trong tiếng Anh có nghĩa là The Narrow Road to the Deep North (Con đường hẹp dẫn tới miền Bắc xa xôi), tiểu thuyết này có tính chất sử thi cả về hình thức và nội dung biên niên gói gọn trong một thế kỷ của lịch sử nước Úc, trong đó có ngày kinh hoàng ở Đường sắt Miến Điện vào tháng 8 năm 1943. Khi ngày ấy lên tới đỉnh điểm, tác phẩm tái hiện cuộc sống hậu chiến tranh của những người gác tù người Nhật và Hàn Quốc cũng như những tù nhân người Úc. Tiểu thuyết đề cập tới cả những hậu quả của chiến tranh lẫn tình yêu.

## Bối cảnh
Flanagan đã viết trong một bài báo đăng trên tờ The Sydney Morning Herald rằng trải nghiệm của bố anh khi còn là tù nhân chiến tranh của Nhật Bản đã truyền cảm hứng cho anh viết cuốn sách này.